# زينل (بيرتاج)
زینل (بالفارسية: زینل) هي قرية تقع في إيران في قسم بیرتاج الريفي. يقدر عدد سكانها بـ 866 نسمة بحسب إحصاء 2016.